# Латыпов, Куддус Канифович
Куддус Канифович Латы́пов (14 июля 1923, Новомещерово, Мечетлинский район Башкирская АССР, РСФСР  — 23 декабря 2016, Москва, Российская Федерация) — лётчик-штурмовик, полковник авиации, Герой Советского Союза.

## Биография
Родился в крестьянской семье. Башкир.
Окончил Месягутовское педагогическое училище. До призыва в армию работал учителем в Лемез-Тамакской средней школе. Окончил Белорецкий аэроклуб.
В 1941 году призван в Рабоче-крестьянскую Красную армию Мечетлинским райвоенкоматом Башкирской АССР. В том же году окончил Свердловскую военную авиационную школу пилотов. На фронте Великой Отечественной войны с декабря 1941 года.
Член ВКП(б) с 1945 года.
Из наградного листа на командира звена 187-го гвардейского штурмового авиационного полка (12-я гвардейская штурмовая авиационная дивизия 3-й гвардейский штурмовой авиационный корпус, 5-я воздушная армия, 2-й Украинский фронт) гвардии лейтенанта К. К. Латыпова:

"На фронтах Отечественной войны боевую работу начал с 11.07.43 г. на Западном фронте в должности летчика-штурмовика совершил 23 боевых вылета. В боях показал себя смелым, мужественным воздушным бойцом.
20.07.43 г. в составе группы, штурмуя вражеский аэродром «Озерская», уничтожил 2 ФВ-190 и 3 В-87 на земле.
18.08.43 г. при выполнении боевого задания в составе группы 8 ИЛ-2 в районе Ново-Березовка группу над целью атаковали 12 МЕ-109 и ФВ-190. Тов. Латыпов, будучи замыкающим группы, лично отбил семь атак противника, один ФВ-190, атаковавший самолет Латыпова, был сбит его воздушным стрелком.

30.08.43 г., выполняя боевое задание в составе группы 8 ИЛ-2 западней г. Ельня, тов. Латыпов отразил три атаки ФВ-190, защищая своего ведущего. В результате атаки истребителей противника самолет тов. Латыпова был сильно поврежден. Подбитая машина без правой части стабилизатора была им приведена на свой аэродром…

С 24 апреля 1944 г. тов. Латыпов участвует в ожесточенных боях на 2-м Украинском фронте, где совершил 111 успешных боевых вылетов.

В тяжелых оборонительных боях севернее г. Яссы смелостью и отвагой воодушевлял молодых летчиков. При выполнении боевого задания 07.06.44 г. группа ИЛов в районе Тотоесчий была атакована 4 ФВ-190. Прикрывая группу снизу, бросился на помощь товарищам и пушечно-пулеметным огнём своего самолета и самолета ведомого отбил четыре атаки истребителей противника.

04.06.44 г. при выполнении боевого задания группе в районе Захарно был навязан воздушный бой 8 ФВ-190. Тов. Латыпов, прикрывая группу сзади, вместе с напарником принял первый удар истребителей на себя. В завязавшемся воздушном бою лично отбил четыре атаки, не допустив атак воздушных стервятников по группе. Четыре раза спасал от атак противника своего командира звена…

20.08.44 г., штурмуя отходящие колонны противника юго-западней г. Яссы, он за два боевых вылета в один день сжег 10 автомашин, 5 повозок и расстрелял до 22 солдат и офицеров противника.

01.09.44 г. при нанесении бомбардировочно-штурмового удара по скоплению автомашин противника на дороге Тыргу-Сакуеск, Мальнаш тов. Латыпов, снижаясь до бреющего полета, расстрелял шесть автомашин врага.

За образцовую работу на поле боя по разгрому немецко-румынских войск имеет шесть благодарностей от командования наземных войск. Как отличный летчик-штурмовик в октябре 1944 г. назначен на должность командира звена.

С 06.10.44 г. участвует в боях по разгрому немецко-венгерских войск на территории Венгрии, где совершил 84 боевых вылета…
02.11.44 г., штурмуя скопление огневой силы и техники противника в г. Цеглед, тов. Латыпов смело повел звено на цель. С первой атаки создал два больших очага пожара, при второй атаке пушечно-пулеметным огнём своего самолета зажег ж.-д. эшелон противника.
09.12.44 г. при нанесении бомбардировочно-штурмового удара по контратакующему противнику в пункте Мартон-Вашар группа штурмовиков была атакована 2 МЕ-109 и 4 ФВ-190. Тов. Латыпов своим звеном отражал атаки истребителей противника, прикрывая группу. Группа выполнила задание отлично. После удара штурмовиков наши части заняли утерянные позиции, а группа получила благодарность от командующего 5 ВА.

Тов. Латыпов 2 и 3 января 1945 г. произвел по 5 боевых вылетов на г. Будапешт, 43 раза самостоятельно водил своё звено для содействия героической пехоте в тяжелых уличных боях. За отличное выполнение боевых заданий получил 5 благодарностей командования наземных частей.
20.02.45 г. группа штурмовиков в районе пункта Мужла была обстреляна 3 батареями СЗА и МЗА. Тов. Латыпов провел всю группу через зенитный огонь и повел своих летчиков в атаку на скопление танков, автомашин и живой силы противника. Снижаясь до бреющего полета, расстреливал автомашины и живую силу врага. В результате нанесенного удара противник потерял 4 танка, 4 автомашины и до 40 солдат и офицеров.

14.03.45 г. при штурмовке скопления танков и автомашин в районе Сереченьи группа встретила заградительный огонь до 7 батарей СЗА и МЗА. Строя противозенитный маневр, группа пошла в атаку на цель. На выходе из атаки звено тов. Латыпова было атаковано 2 ME-109. Отбивая атаки, он дал возможность группе выполнить задание отлично. В этом бою он лично уничтожил один бронетранспортер и две автомашины.

23.03.45 г. при нанесении бомбардировочно-штурмового удара по скоплению техники и живой силы противника в пункте Нъергешуйфалу, группа была обстреляна из 4 батарей СЗА и МЗА. После нанесенного удара по зениткам огонь их прекратился, группа отлично выполнила задание и без потерь вернулась на свой аэродром.

Участвуя в боях последнего решительного наступления войск 2-го Украинского фронта, тов. Латыпов 5 раз водил группы штурмовать отходящие войска противника.

07.05.45 г., штурмуя автомашины и живую силу в пункте Браншовицы, огнём своего самолета уничтожил две автомашины, расчет двух минометов, создал два очага пожара.

Тов. Латыпов всего совершил 134 боевых вылета. Уничтожил 22 танка, один бронетранспортер, 40 автомашин, 5 самолетов, подавил огонь 9 батарей ПА, сжег два ж.-д. эшелона, рассеял и уничтожил до 450 солдат и офицеров противника….

Указом Президиума Верховного Совета СССР от 15 мая 1946 года за образцовое выполнение боевых заданий командования и проявленные при этом геройство и мужество гвардии лейтенанту Латыпову Куддусу Канифовичу присвоено звание Героя Советского Союза с вручением ордена Ленина и медали «Золотая Звезда» (№ 6665).
В 1952 году окончил Военно-политическую академию имени В. И. Ленина.
После войны был командиром эскадрильи, заместителем командира полка, начальником политотдела дивизии, начальником одного из управлений ВВС Вооруженных Сил СССР, начальником факультета Военно-воздушной академии имени Н. Г. Жуковского.
С 1974 года находился в запасе.
Является автором двух книг о войне:
- «Витязи крылатые» (1995),
- «Может ли голубь ястребом стать?» (1999).

В основу его книг легли подлинные события, дела и поступки реальных героев, влившихся в один ратный подвиг.
Похоронен на Аллее Славы Троекуровского кладбища (участок 24).

## Боевая характеристика
Копия. ЦА МО, фонд 12гв. шард, опись № 2 дело 21-1944 г., стр.109
БОЕВАЯ ХАРАКТЕРИСТИКА

за период С 1 ЯНВАРЯ 1944 г. на летчика старшего 568 шап 231 шард младшего лейтенанта Латыпова Куддуса Канифовича

1923 года рождения, башкир, член ВЛКСМ с 1938 г., образование: общее — 10 класс /педучилище/ в 1940 г.,; военное — Сверд-ловская военная школа пилотов в 1941 г., в КА и ВВС — 1941 г. Заним.долж.с 13.01.44г., В Отеч.войне: с I по Ш-42г. -Волхове:-: фронт, с Ш по УП — Калининский фронт, с 1.УП по 30.Ш.44г. — Зап.фронт и с . 1.1У.44г. по н/в 2-й Украинский фронт. Награды: орден «Красное Знали» — 1943 г., «Отечественная война П степени»- 1944,:

Делу партии Ленина и Социалистической родине предан. Морально устойчив, идеологически выдержан. Общая и политическая подготовки хорошие. Военную тайну хранить умеет. К подчиненным требователен, заботлив. Экипаж хорошо сработан. Инициативен. Внешне и внутренне подтянут. Умеет обеспечить выполнение своего решения. С массами-работает в подразделении хорошо, выполняя комсомольские поручения. Над повышением своих боевых качеств работает хорошо. В бою ведет себя смело, решительно, всегда помогает товарищам. Летает хорошо, ориентируется хорошо.

За время нахождения на фронтах совершил на самолете ИЛ-2 36 успешных боевых вылетов, из них 18 на 2-м Украинском фронте. За проявленную отвагу и мужество з борьбе с немецкими захватчика, награждён орденами «Красное Знамя» и «Отечественная война П степени» В экипаже I человек награждён медалью «3a отвагу».

Аварий, поломок и вынужденных посадок не имеет. Летал на самолетах У-2, Ут-2, Р-5, СБ, в данное время — на самолете ИЛ-2. Об:: налет на всех типах — 340 часов, на ИЛ-2 — 36 часов. Материальную часть самолета ИЛ-2 и мотора Ам-38 знает хорошо и грамотно эксплуатирует.

Аморальных проступков не имеет. Лично дисциплинирован хорошо, но допускает нарушение летной дисциплины — лихачество на малой высоте.
Указанное нарушение исправляет медленно.

ВЫВОД: Занимаемой должности летчика старшего соответствует.

Достоин присвоения очередного воинского звания «лейтенант»

Командир 2 аэ 568 

шап ст.лейтенант Лозоренко

3 июля 1944 г. С характеристикой согласен командир 568 шап

подпись Хомутов

3 июля 1944 г.

## Награды и звания
- Медаль «Золотая Звезда» Героя Советского Союза (15.05.1946)[2].
- Орден Ленина (15.05.1946).
- Орден Красного Знамени (21.09.1943)[3].
- Орден Красного Знамени (20.02.1945)[4].
- Орден Красного Знамени (18.01.1945)[5].
- Орден Отечественной войны I степени (06.04.1985)[6].
- Орден Отечественной войны II степени (22.06.1944)[7].
- Орден Красной Звезды.

Медали.

## Память
Имя К. К. Латыпова присвоено школе в деревне Новомещерово Мечетлинского района Башкирии.